# منتخب أيرلندا الشمالية تحت 17 سنة لكرة القدم
منتخب أيرلندا الشمالية تحت 17 سنة لكرة القدم (بالإنجليزية: Northern Ireland national under-17 football team) هو ممثل أيرلندا الشمالية الرسمي في المنافسات الدولية في كرة القدم في فئة كرة قدم تحت 17 سنة للرجال، يديريه الاتحاد الأيرلندي لكرة القدم.